# Projectieve lijn
In de projectieve meetkunde, een deelgebied van de wiskunde, is een projectieve lijn een eendimensionale projectieve ruimte. De projectieve lijn over een lichaam/veld {\displaystyle K}, aangeduid door {\displaystyle \mathbf {P} ^{1}(K)}, wordt gedefinieerd als een verzameling van eendimensionale deelruimten van de tweedimensionale vectorruimte {\displaystyle K^{2}}.
Voor het geval {\displaystyle K=\mathbb {R} } spreekt men van de reële projectieve lijn. De complexe projectieve lijn heet ook de riemann-sfeer.

## Reële projectieve lijn
De reële projectieve lijn kan worden opgevat als de verzameling {\displaystyle \mathbf {P} ^{1}(\mathbb {R} )} van lijnen door de oorsprong van {\displaystyle \mathbb {R} ^{2}}. Elke van deze "lijnen" is een element ("punt") van de reële projectieve lijn.
Een punt van {\displaystyle \mathbf {P} ^{1}(\mathbb {R} )} kan voorgesteld worden door homogene coördinaten {\displaystyle [x_{1}:x_{2}]}, de lijn in {\displaystyle \mathbb {R} ^{2}} door de oorsprong en een ander punt {\displaystyle (x_{1},x_{2})}, bestaande uit de veelvouden van {\displaystyle (x_{1},x_{2})}. Als {\displaystyle x_{2}\neq 0} kan het punt worden geïdentificeerd met het reële getal {\displaystyle x_{1}/x_{2}}, en anders met {\displaystyle \infty } (punt op oneindig), zonder onderscheid tussen {\displaystyle +\infty } en {\displaystyle -\infty }.
De gewone rekenkundige bewerkingen kunnen ook in {\displaystyle \mathbf {P} ^{1}(\mathbb {R} )} worden uitgevoerd, met de volgende aanvullingen en beperkingen:
{\displaystyle x+\infty =\infty \quad {\text{als}}\quad x\neq \infty }
{\displaystyle \infty +x=\infty \quad {\text{als}}\quad x\neq \infty }
{\displaystyle x-\infty =\infty \quad {\text{als}}\quad x\neq \infty }
{\displaystyle \infty -x=\infty \quad {\text{als}}\quad x\neq \infty }
{\displaystyle x\cdot \infty =\infty \quad {\text{als}}\quad x\neq 0}
{\displaystyle \infty \cdot x=\infty \quad {\text{als}}\quad x\neq 0}
{\displaystyle {\frac {x}{0}}=\infty \quad {\text{als}}\quad x\neq 0}
{\displaystyle {\frac {x}{\infty }}=0\quad {\text{als}}\quad x\neq \infty }
Geschreven in homogene coördinaten worden de bewerkingen (met de voorwaarde dat de uitkomst niet [0 : 0] wordt, wat correspondeert met de bovengenoemde beperkingen):
{\displaystyle [x_{1}:x_{2}]+[y_{1}:y_{2}]=[(x_{1}y_{2}+y_{1}x_{2}):x_{2}y_{2}]}
{\displaystyle [x_{1}:x_{2}]-[y_{1}:y_{2}]=[(x_{1}y_{2}-y_{1}x_{2}):x_{2}y_{2}]}
{\displaystyle [x_{1}:x_{2}]\cdot [y_{1}:y_{2}]=[x_{1}y_{1}:x_{2}y_{2}]}
{\displaystyle [x_{1}:x_{2}]/[y_{1}:y_{2}]=[x_{1}y_{2}:x_{2}y_{1}]}

## Correspondentie tussen richtingen en getallen
Hierboven werd de lijn in {\displaystyle \mathbb {R} ^{2}} door de oorsprong en het punt {\displaystyle (x_{1},x_{2})} geïdentificeerd met het reële getal {\displaystyle x_{1}/x_{2}} of {\displaystyle \infty }. Dit correspondeert met de {\displaystyle x_{1}}-coördinaat van het snijpunt van de lijn met de lijn {\displaystyle x_{2}=1},  of {\displaystyle \infty } als het evenwijdige lijnen zijn. Bij het kiezen van een andere lijn dan {\displaystyle x_{2}=1} (ook weer een lijn die niet door de oorsprong gaat) en een willekeurige oorsprong op die lijn kunnen we punten van de projectieve lijn (lijnen in {\displaystyle \mathbb {R} ^{2}} door de oorsprong) op een andere manier laten corresponderen met getallen, op basis van plus of min de afstand van het snijpunt tot de gekozen oorsprong van de lijn, en weer {\displaystyle \infty } als het evenwijdige lijnen zijn. (In plaats van het kiezen van een lijn en een oorsprong en het nemen van de afstand kunnen we ook alleen de richting en oorsprong kiezen, en de (lineaire) schaal van de getallen op die lijn.) Door deze keuzes, die corresponderen met drie vrijheidsgraden, kan elk drietal verschillende punten op de projectieve lijn elk drietal verschillende coördinaten worden toegekend. Bijvoorbeeld 0, 1 en {\displaystyle \infty } door de lijn evenwijdig te kiezen aan een van de richtingen, de oorsprong te kiezen in het ene snijpunt en de schaal en positieve richting zo te kiezen dat het andere snijpunt de waarde 1 heeft.
De afbeelding (coördinatentransformatie) die op bovengenoemde wijze de coördinaatwaarden van de projectieve lijn (dus de waarden, inclusief {\displaystyle \infty }, toegekend aan de lijnen in {\displaystyle \mathbb {R} ^{2}} door de oorsprong) overvoert in andere, is van de vorm
{\displaystyle x\mapsto {\frac {ax+b}{cx+d}}},
waarbij {\displaystyle a,b,c{\text{ en }}d} reële getallen zijn met {\displaystyle ad-bc\neq 0}, en delen door nul oneindig geeft, en {\displaystyle x=\infty } de waarde {\displaystyle a/c} geeft.
Deze functies heten homografische functies of lineair-fractionele transformaties. De dubbelverhouding van elk viertal van waarden {\displaystyle x} is onder deze transformaties invariant.